# Pterogorgia bipinnata
Pterogorgia bipinnata is een zachte koraalsoort uit de familie Gorgoniidae. De koraalsoort komt uit het geslacht Pterogorgia. Pterogorgia bipinnata werd in 1864 voor het eerst wetenschappelijk beschreven door Verrill. 